# لیتل گرس ولی (کالیفرنیا)
لیتل گرس ولی (به انگلیسی: Little Grass Valley) یک منطقهٔ مسکونی در ایالات متحده آمریکا است که در شهرستان پلوماس، کالیفرنیا واقع شده‌است. لیتل گرس ولی ۲۵٫۹۰۶ کیلومتر مربع مساحت و ۲ نفر جمعیت دارد.